# Selección de voleibol de Ecuador
La selección masculina de voleibol de Ecuador es el equipo representativo del país en las competiciones oficiales de voleibol. Su organización está a cargo de la Federación Ecuatoriana de Voleibol. Participa en los torneos organizados por la Confederación Sudamericana de Voleibol, así como en los de la Federación Internacional de Voleibol.
En el 2001 obtuvo la medalla de bronce en los XVI Juegos Bolivarianos Ambato.
En el 2019 participó en el Campeonato Sudamericano de Voleibol, luego de 20 años de ausencia.

## Resultados

### Campeonato Sudamericano de Voleibol Masculino[3]
- 1964: 5°
- 1969: 6°
- 1977: 7°
- 1983: 7°
- 1991: 7°
- 1997: 8°
- 1999: 10°
- 2019: 7°

### Voleibol en los Juegos Bolivarianos
- 2005: 4°
- 2009: 4°

## Palmarés
- Juegos Suramericanos:
  -  2014
- Juegos Bolivarianos:
  -  2001

## Jugadores
La última convocatoria realizada para competir en el Sudamericano de Voleibol de 2019 consta de los siguientes jugadores:
- José Nazareno
- Yesid Castillo
- Mitchel Narváez
- Fernando Loaiza
- Fernando Montaño
- Danny León
- César Arroyo
- Marcos Tenorio
- Manuel Paredes
- Pedro Jaramillo
- Ronald Quiñónez
- Julio Estupiñán
- Óscar Paredes
- Jesús Camacho.